# William Reeves (Journalist)

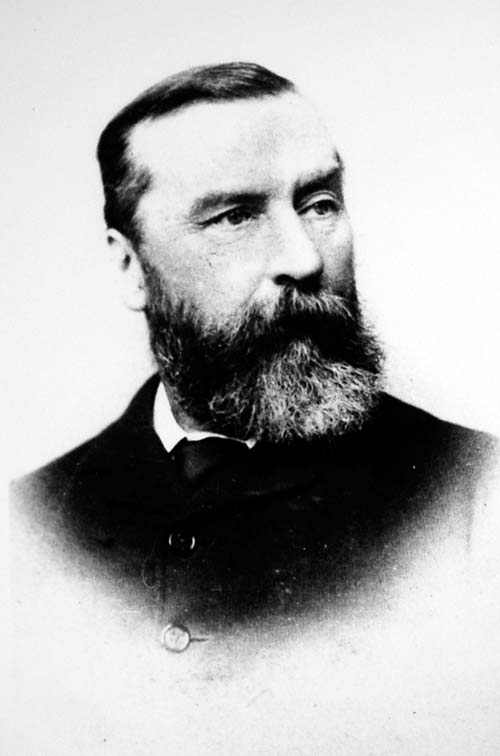
William Reeves

William Reeves (* 1825; † 1891) war ein neuseeländischer Journalist und Politiker.
Er vertrat 1867 bis 1868 im Parlament den Wahlbezirk Avon und trat dann zurück. Bei den nächsten Wahlen 1871 trat er im Wahlbezirk Selwyn gegen Edward Cephas John Stevens an und gewann mit einer Stimme Mehrheit. Bei der Wahl 1875 erlitt er eine Niederlage. Er war 1869 bis 1872 Resident Minister für die Südinsel im Kabinett von Premier William Fox.
Reeves war Journalist und Anteilseigner an Zeitungsverlagen in Christchurch und Lyttelton. Er war der Haupteigentümer der Lyttelton Times, obwohl er nahezu mittellos ins Land gekommen war, da er vor seiner Emigration nach Neuseeland große Verluste an der Börse erlitten hatte.
Reeves war mit Ellen Pember, der Tochter vermögenden Bördenmaklers verheiratet. Er ist Vater des Politikers William Pember Reeves, der am 10. Februar 1857, drei Wochen nach ihrer Ankunft in Neuseeland geboren wurde.